# Бахман (иранское имя)
Бахма́н (Бехмен, перс. بهمن‎) — имя иранской традиции, происходящее из Авесты. Изначально Вохумана (авест. vohu- manah-), «Благой Помысел» — первый из Амешаспандов, приближенных к Ахура Мазде высших духовных существ. Ему был посвящён утраченный Бахман-яшт.
Употребляется также в следующих значениях:
- Бахман — название 11-го месяца зороастрийского и современного иранского календаря, посвящённого Вохумане, который приходится на январь-февраль. Например, датой Исламской революции в Иране считается 22 бахмана 1357 года солнечной хиджры (۱۳۵۷ بهمن), соответствующее 11 февраля 1979 г. В персидском языке имя месяца также перенесено на явления, характерные для этого времени года в Иране: подснежник (лат. Galanthus) и снежную лавину. В зороастрийском календаре, помимо этого, Бахману посвящён 2-й день каждого месяца.
- Бахман (Вахман) — легендарный царь иранской эпической традиции, известный по среднеперсидским источникам и Шахнаме, сын Исфандияра и внук Виштаспы/Гоштасба.

## Известные носители
- Бахман — сасанидский полководец, оказывавший сопротивление арабам в битве при Музайяхе;
- Хасан Бахман-шах — основатель мусульманской династии Бахманидов на юге Индии (XIV—XVI вв.);
- Бахман Нируманд — иранский писатель и политический деятель;
- Бахман Ахундов — азербайджанский советский экономист;
- Бахман Кубади — курдский иранский режиссёр.